# موري الاسترليني
موري الاسترليني (بالإنجليزية: Maury Sterling) هو ممثل أمريكي، ولد في 1 سبتمبر 1971 في الولايات المتحدة.

## أعمال

### أفلام
- (2008) بيفرلي هيلز تشيواوا[5][6]
- (2010) فريق النخبة[7][8][9]
- (2013) كوهيرانس[10]

## وصلات خارجية
- موري الاسترليني على موقع IMDb (الإنجليزية)
- موري الاسترليني على موقع روتن توميتوز (الإنجليزية)
- موري الاسترليني على موقع قاعدة بيانات الفيلم (الإنجليزية)